# 莫怀戚
莫怀戚（1951年6月3日—2014年7月27日），重庆人，毕业于四川大学中文系，中国当代作家，中国作家协会会员、重庆师范大学教授。

## 生平
1951年出生于重庆市。1966年初中毕业，1969年上山下乡运动，作为知青到四川内江插队劳动務農。1972年担任重庆电影公司职员。1977年恢复高考制度之后，毕业于四川大学中文系。1995年加入中国作家协会。
2014年7月27日下午15点45分，因病在家中去世。

## 风格
莫怀戚的散文精致唯美，韵味深厚。文字张弛有度，含蓄隽永，包含诗意，典雅庄重。

## 作品

### 小说
- 《经典关系》，2002年，人民文学出版社，ISBN 9787020037834。
- 《重庆性格之白沙码头》，2008年，人民文学出版社，ISBN 9787020066667。
- 《诗礼人家》
- 《大律师现实录》

### 散文
- 《散步》
- 《家园落日》

## 奖项
1994年，全国庄重文文学奖。
《六弦的大圣堂》获得人民文学出版社优秀图书奖。